# Lista de bases militares da Luftwaffe (1935-45)
Esta é uma lista de bases militares da Luftwaffe entre 1935 e 1945 dentro da fronteira alemã de 1937, que contabiliza todas as bases aéreas, aeródromos e pistas usadas ou criadas dentro desta fronteira durante desde a criação da Luftwaffe até ao dia 8 de Maio de 1945, dia que marcou o fim da Segunda Guerra Mundial na Europa.
Por toda a Europa ocupada, muitas bases aéreas foram usadas pela Luftwaffe à medida que o ramo aéreo estendia o seu espaço de operações, porém essas pistas são contabilizadas como tendo sido já construídas pelos próprios países ocupados ou que mais tarde ficariam na posse desses mesmos países, daí esta lista contabilizar apenas as bases militares até à data imediatamente antes de a Alemanha Nazi começar a anexar territórios vizinhos.

## História
Ao sair derrotada da Primeira Guerra Mundial, a Alemanha ficou proibida de constituir ou possuir uma força aérea. Com isto, a maior parte das bases aéreas foram encerradas e deixadas ao abandono até que, aos poucos, a aviação civil começou a usar alguns deles.
O planeamento inicial para uma rede de bases aéreas secretas começou entre 1924 e 1927, aproveitando-se do desenvolvimento dos aeroportos civis, de pistas usadas pela aviação civil e outros locais usados por entusiastas de desportos aéreos. À medida que o Tratado de Versalhes era cada vez mais violado, estes aproximadamente 100 aeroportos e 150 pistas iam-se preparando naquilo que se tornariam, muitas delas, em bases aéreas durante os anos 30.
O grande evento durante os anos 30 que providenciou o salto para a construção oficial destas bases militares foi a criação da Luftwaffe, primeiro em papel em 1933, e depois na prática em 1935. Entre 1935 e 1939, a Luftwaffe construiu uma série de bases aéreas muito rapidamente. Pistas camufladas um pouco à volta de todo o território alemão também eram construídas, caso algum conflito com países vizinhos fosse despoletada. Estas pistas camufladas eram denominadas por Einsatzhafen (pistas operacionais) e dividiam-se em duas categorias.
O plano de mobilização da Luftwaffe a 1 de Julho de 1939 continha os seguintes números para estarem operacionais até 1 de Setembro de 1939:
- 64 Leithorste[1]
- 119 Fliegerhorstkommandanturen A[1]
- 10 Fliegerhorstkommandanturen B[1]
- 4 Fliegerhorstkommandanturen C[1]
- 81 E-Hafen I[1] (pistas camufladas)[2]
- 38 E-Hafen II[1] (pistas camufladas)[2]
- 19 outros aeródromos[1]
- 6 See-Flugstützpunkte[1] (estações de hidroaviões)[2]

No total 341 bases militares de variados tipos, sem incluir locais de aterragem de emergência. Em 1945, este número havia mais do que duplicado.

## Tipos de bases

### Fliegerhorste
As Fliegerhorste eram as bases aéreas totalmente desenvolvidas e com instalações fixas. Estas bases possuíam entre uma a três pistas de aterragem, na maior parte em formato triangular para que as aeronaves pudessem aterrar conforme a direcção do vento. Eram equipadas com hangares, alojamentos, cozinhas, áreas de lazer e exercício físico, e algumas até aquecimento tinham.

### Einsatzhafen
Einsatzhafen era a denominação para uma rede de bases ou pistas, umas construídas e outras ocupadas pela Luftwaffe, desde 1935. Estas serviam para apoiar a força aérea em hipotéticos conflitos com países vizinhos.

### Feldflugplatz
Feldflugplatz foram aeródromos temporários. Construídos conforme as necessidades da Luftwaffe, podiam ser construídos em áreas inicialmente não previstas, e mais tarde abandonados ou desmantelados. Este tipo de aeródromo foi usado com frequência durante a Defesa do Reich, permitindo à Luftwaffe manter a sua capacidade táctica à medida das suas necessidades de missões e, também, à medida que várias bases aéreas eram bombardeadas pelos aliados.

### Seeflugstützpunkt
Seeflugstützpunkt eram bases aéreas especialmente construídas para hidroaviões.

## Bases militares
Segue-se a lista das bases aéreas dentro da fronteira do território alemão, agrupadas pelos respectivos distritos militares.

### Distrito militar n.º 1
- Allenstein-Deuthen
- Arys-Rostken
- Braunsberg
- Brüsterort
- Elbing
- Fischhausen
- Gerdauen
- Gerslinden
- Grieslienen
- Gross-Schiemanen
- Grunau
- Gumbinnen
- Gutenfeld
- Hüttenfelde
- Jesau
- Lobellen
- Lochstädt
- Lyck
- Marienburg
- Königsberg-Neuhausen
- Osterode
- Pillau-Neutief
- Pillau-Russendamm
- Powunden
- Prowehren
- Seerappen
- Tilsit
- Wormditt

### Distrito militar n.º 2
- Annafeld
- Barth
- Bug auf Rügen*Dievenow
- Ferdinandshof
- Garz
- Greifswald
- Grossborn
- Güstrow
- Hagenow
- Iven
- Kamp
- Kolberg
- Ludwigslust
- Mackfitz
- Malzkow
- Nest
- Neustadt-Glewe
- Neustettin
- Parchim
- Parow
- Pasewalk
- Peenemünde
- Perleberg
- Pinnow-Plathe
- Prenzlau
- Pütnitz
- Pyritz
- Redlin
- Rerik
- Rostock
- Schmoldow
- Schneidemühl
- Schwerin-Görries
- Stettin-Altdamm
- Stolp-Reitz
- Stolp-West
- Stralsund
- Swinemünde
- Tarnewitz
- Travemünde
- Tutow
- Vietzkerstrand
- Warnemünde
- Wismar

### Distrito militar n.º 3
- Altengrabow
- Berlin-Gatow
- Berlin-Johannisthal
- Berlin-Schönefeld
- Berlin-Staaken
- Berlin-Tempelhof
- Bernburg
- Borkheide
- Brandenburg
- Briesen
- Bronkow
- Burg bei Magdeburg
- Cottbus
- Dessau
- Döberitz
- Drewitz
- Eggersdorf
- Finow
- Finsterwalde
- Frankfurt/Oder
- Friedersdorf
- Gahro
- Guben
- Güterfelde
- Halberstadt
- Jüterbog-Damm
- Jüterbog-Waldlager
- Liebenwalde
- Magdeburg-Ost
- Magdeburg-Rothensee
- Magdeburg-Süd
- Mark Zwuschen
- Neuhardenberg
- Neuruppin
- Oranienburg
- Oschersleben
- Perleberg
- Prenzlau
- Quedlinburg
- Rangsdorf
- Reppen
- Saalau
- Salzwedel
- Schönwalde
- Schwerin-Görries
- Sorau
- Stendal
- Strausberg
- Welzow
- Werder
- Werneuchen
- Wittstock
- Zerbst

### Distrito militar n.º 4
- Altenburg
- Alt-Lönnewitz
- Bautzen
- Brandis
- Chemnitz
- Delitzsch
- Dresden-Heller
- Dresden-Klotzsche
- Erfurt-Bindersleben
- Erfurt/Nord
- Esperstedt
- Gotha/Nord
- Gotha/Süd
- Grossenhain
- Halle-Mötzlich
- Halle-Nietleben
- Jena
- Kamenz
- Langensalza
- Leipzig-Mockau
- Leipzig-Schkeuditz
- Merseburg
- Mörtitz
- Nohra
- Nordhausen
- Oschatz
- Oschersleben
- Plauen
- Punschrau
- Schönfeld-Seifersdorf

### Distrito militar n.º 5
- Bad Dürrheim
- Baltringen - Mietingen
- Bermaringen
- Böblingen
- Böckingen
- Bruchsal
- Crailsheim
- Deckenpfronn
- Dettingen unter Teck
- Donaueschingen-Hüfingen
- Dormettingen
- Dornstadt
- Echterdingen
- Fliegerhorst Edelbeuren
- Eutingen im Gäu
- Flacht
- Freiburg
- Freidrichshafen-Löwental
- Friedrichshafen-Manzell
- Friedrichshafen-Seemoos
- Göppingen
- Grosselfingen
- Großsachsenheim
- Hailfingen
- Heilbronn
- Hornberg
- Huchenfeld
- Karlsruhe
- Konstanz
- Lahr
- Laupheim
- Leutkirch
- Ludwigsburg
- Malmsheim
- Mengen
- Mötzingen
- Mutlangen
- Nellingen
- Neuhausen ob Eck
- Niederbiegen
- Niederstetten
- Oedheim
- Offenburg
- Reichenbach
- Rißtissen
- Schwäbisch-Hall
- Sigisweiler
- Sigmaringen
- Steinenbach
- Trochtelfingen (Bopfingen)
- Villingen
- Walpertshofen
- Wittenweier
- Zarten

### Distrito militar n.º 6
- Aachen-Merzbrück
- Achmer
- Bielefeld-Windelsbleiche
- Bonn-Hangelar
- Bönninghardt
- Borkenberge
- Coesfeld
- Detmold
- Dortmund
- Duisburg
- Düsseldorf-Lohausen
- Eudenbach
- Fürstenau
- Gelsenkirchen
- Greven
- Gütersloh
- Gymnich
- Hesepe
- Hilden
- Hopsten
- Kirchhellen
- Köln-Butzweilerhof
- Köln-Höhenberg
- Köln-Ostheim
- Köln-Wahn
- Krefeld
- Lippstadt
- Meppen
- München-Gladbach
- Münster-Handorf
- Münster-Loddenheide
- Neuss-Kaarst
- Nordhorn
- Paderborn
- Plantlünne
- Quakenbrück
- Rheydt
- Störmede
- Vogelsang
- Vörden
- Werl
- Wesel-West
- Wuppertal

### Distrito militar n.º 7
- Ainring
- Amberg
- Ansbach-Katterbach
- Augsburg-Haunstetten
- Bad Reichenhall
- Bayreuth
- Bad Tölz
- Bad Wörishofen
- Cham
- Coburg
- Ergolding
- Erding
- Fürth
- Holzkirchen
- Ingolstadt
- Kaufbeuren
- Kempten-Durach
- Kirchham
- Klein-Karolinenfeld
- Landau-Ganacker
- Landsberg
- Lechfeld
- Leipheim
- Memmingen
- München-Oberwiesenfeld
- München-Riem
- Neubiberg
- Neuburg
- Neu-Ulm
- Nürnberg
- Obertraubling
- Plattling
- Pocking
- Prien
- Regensburg-Prüfening
- Schleißheim
- Schongau
- Schwaighofen
- Schwandorf
- Schweinfurt
- Weiden
- Weiltingen

### Distrito militar n.º 9
- Alperstedt
- Babenhausen
- Breitscheid
- Erfurt
- Eschwege
- Esperstedt
- Ettingshausen
- Frankfurt am Main
- Fritzlar
- Gelnhausen
- Gießen
- Gotha
- Göttingen
- Jena-Rödigen
- Kassel-Rothwesten
- Kassel-Waldau
- Kitzingen
- Kölleda
- Langendiebach
- Meiningen
- Merzhausen
- Nidda
- Nordhausen
- Straußberg
- Ziegenhain

### Distrito militar n.º 10
- Blexen
- Borkum
- Bremen-Neulanderfeld
- Brockzetel
- Delmenhorst
- Eggebek
- Einswarden
- Flensburg-Mürwik
- Flensburg-Weiche
- Borgwedel / Große Breite
- Großenbrode
- Grube
- Hage
- Hohenaspe
- Hohn
- Hörnum
- Jever
- Kiel-Holtenau
- Langeoog
- List
- Lübeck
- Lüneburg
- Marx
- Norderney
- Nordholz
- Oldenburg
- Rantum
- Rotenburg
- Schleswig
- Selent
- Stade
- Uetersen
- Varel
- Wangerooge
- Wehnen
- Wesermünde
- Westerland
- Wilhelmshaven
- Wittensee
- Wittmundhaven
- Wyk auf Föhr
- Bad Zwischenahn

### Distrito militar n.º 11
- Altengrabow
- Aschersleben
- Bernburg
- Braunschweig
- Burg bei Magdeburg
- Celle
- Dedelsdorf
- Dessau
- Diepholz
- Drewitz
- Faßberg
- Gardelegen
- Göttingen
- Goslar
- Halberstadt
- Hannover
- Hildesheim
- Hustedt
- Köthen
- Ludwigslust
- Magdeburg
- Oschersleben
- Quedlinburg
- Reinsdorf
- Reinsehlen
- Sachau
- Salzwedel
- Stendal
- Weißewarte
- Wunstorf
- Zerbst

### Distrito militar n.º 12
- Bassenheim
- Biblis
- Bruchsal
- Büdesheim
- Dockendorf
- Ferschweiler
- Germersheim
- Hennweiler
- Hoppstädten
- Ippesheim
- Kirchberg
- Koblenz-Karthause
- Lachen-Speyerdorf
- Limburg-Linter
- Niedermendig
- Pferdsfeld
- Rheingrafenstein
- Rockenhausen
- Saarbrücken-St. Arnual
- Schmidtheim
- Speyer
- Vogelsang
- Wengerohr
- Wiesbaden-Erbenheim
- Worms

### Distrito militar n.º 13
- Amberg
- Ansbach-Katterbach
- Bayreuth
- Buchschwabach
- Cham
- Coburg
- Fürth
- Gerolzhofen
- Lichtenau
- Nürnberg
- Obertraubling
- Oettingen
- Plattling
- Regensburg-Prüfening
- Schwandorf
- Schweinfurt
- Seligenstadt
- Straubing
- Unterschlauersbach
- Vilseck
- Weiden